# Suzuki TU
La TU-X è una motocicletta turistica prodotta dall'azienda giapponese Suzuki dal 1994.

## Descrizione
Tra le sue caratteristiche quelle di essere una moto "naked" turistica di tipo classico, cioè sprovvista di protezioni aerodinamiche e dal gusto retro e di essere adatta agli utenti poco esperti, nonché al pubblico femminile, per il peso e la potenza ridotta che ne fanno un mezzo adatto all'apprendimento.

## 125
Questa motocicletta è stata resa disponibile anche con una cilindrata da 125 cm³: le differenze prestazionali con la sorella maggiore sono molto limitate e il peso è ridotto di ulteriori 20 kg.

## 250
Dotata di un motore a quattro tempi monocilindrico in grado di erogare circa 20cv è equipaggiata di un impianto frenante di tipo misto con un freno a disco sulla ruota anteriore e di un freno a tamburo su quella posteriore, impianto sufficiente in un casi come questo, dove la casa motociclistica nipponica non è andata alla ricerca delle prestazioni esasperate. Infatti la velocità massima è di circa 130 km/h e lascia anch'essa sottintendere l'uso per cui questa motocicletta è stata progettata: prevalentemente in città e negli spostamenti quotidiani a breve o medio raggio.
Il consumo dichiarato è molto favorevole (34,5 km/litro a 60 km/h) e grazie al serbatoio da 12 l, l'autonomia risulta essere ottima per una moto di cilindrata media. Con un pieno (riserva esclusa) il motociclo percorre 260 km circa, nell'utilizzo prevalentemente cittadino.
Nonostante i vari punti favorevoli la TU 250 X è stata anche oggetto di varie critiche, sia in merito alla scarsità di alcuni materiali usati (il metallo del parafango posteriore si crepa facilmente, le plastiche delle frecce risentono fortemente dell'esposizione agli agenti atmosferici, cromo che si sfalda facilmente), sia per il fatto che in diverse occasioni si può sentire la mancanza di un'aggiunta di potenza, utile soprattutto per trarsi d'impaccio in alcune situazioni e per i trasferimenti di una certa "importanza" dove, per mantenere una velocità di crociera accettabile, il propulsore è obbligato a lavorare a dei regimi di giri piuttosto elevati e stressanti. La combinazione freni e sospensioni anteriori può - in caso di frenate di emergenza - portare a pericolosi oscillazioni all'anteriore.
Nel maggio 2009 la Casa giapponese ha proposto il restyling della 250 TU. Le linee generali sono più o meno le stesse, più anni 70 e meno custom.